# Zdeněk Jandejsek
Zdeněk Jandejsek (* 5. listopadu 1954 Ledeč nad Sázavou) je český podnikatel a politik, předseda představenstva akciové společnosti Rabbit CZ, od března 2017 do června 2020 prezident Agrární komory ČR.

## Život
Vystudoval Provozně ekonomickou fakultu Vysoké školy zemědělské v Praze (promoval v roce 1978 a získal titul Ing.). Na stejné škole si v roce 1980 doplnil pedagogické minimum a v roce 1996 získal i titul kandidáta věd (CSc.).
Pracovní kariéru začínal v letech 1978 až 1983 na Státním statku Vlašim, poté pracoval v letech 1981 až 1989 ve Státním statku Dolní Kralovice (nejprve jako ekonom a později ekonomický náměstek). V roce 1989 přišel do Trhového Štěpánova na Benešovsku, kde do roku 1991 působil v tamním zemědělském družstvu.
Od roku 1991 působí ve firmě Rabbit, zaměřené na zpracování králičího masa, která se stala základem zemědělského holdingu Rabbit CZ. Podle tisku firmu vlastnicky ovládá spolu s kolegou Pavlem Navrátilem. Je předsedou předsednictva Iniciativy zemědělských a potravinářských podniků. V roce 2001 zvítězil v soutěži Podnikatel roku, o pět let později byl mezi finalisty soutěže Manažer roku. Od roku 2017 také působil jako poradce ministra zemědělství ČR Mariana Jurečky. Společnosti, které jsou součástí skupiny RABBIT (aktuálně je jich 20) získali za 30 let fungování celkem dotace ve výši 2 266 114 387 Kč (co činní cca 2 % na 100 Kč výkonů), bez této podpory však nelze podle Jandejska podnikat.
Od června 2015 do března 2017 byl členem předsednictva Agrární komory ČR. Dne 16. března 2017 byl zvolen novým prezidentem Agrární komory ČR, ve funkci vystřídal Miroslava Tomana. Hlasovalo pro něj 130 ze 188 delegátů sněmu. Funkci prezidenta Agrární komory zastával do června 2020, kdy jej vystřídal Jan Doležal.

### Politické ambice a angažmá
V roce 2015 se stal poradcem ministra zemědělství Mariana Jurečky (KDU-ČSL). 
V roce 2019 začal spolupracovat s hnutím Trikolóra Václava Klause mladšího, stal se garantem programu hnutí pro resort zemědělství.
Trikolora následně v souladu s Jandejskovými cíli lobbovala za návrh poslanců ANO a SPD na povinný podíl českých potravin až do výše 85 % v roce 2027. Jandejsek pak dodával maso na předvolební „jarmarky SPD“. V roce 2023 pak vystoupil na protivládním protestu organizovaném stranou PRO 2022 Jindřicha Rajchla. V prosinci 2023 se stal výkonným místopředsedou hnutí Jasný Signál Nezávislých (JaSaN), které se programově hlásilo k radikální až extrémní části českého politického spektra hlásající českou svrchovanost, včetně české koruny, a slibující cenově dostupnější energie, ochranu zemědělské půdy či potravinovou soběstačnost. Otevřeně vystupovalo proti demokracii, když hlásalo: „Chtěli bychom dospět k tomu, že pokud by padla tato demokracie a vytvořila se nějaká státní rada, která by rozhodovala o tom, jak to bude fungovat ty volby atd. Aby tam byli nastaveni lidé zespoda. Naše strana uvažuje tak, že tato parlamentní demokracie už je za svým zenitem.“ 
Ve volbách do Evropského parlamentu v červnu 2024 kandidoval jako nestraník za SD-SN na 21. místě kandidátky uskupení „STAČILO!, koalice KSČM, SD-SN a ČSNS“. Získal 5 359 preferenčních hlasů, co ho posunulo na 19. místo kandidátky.
V roce 2024 byl členem přípravného výboru hnutí Stačilo!.

### Rodina
Zdeněk Jandejsek je ženatý, má dceru a dva syny.